# Viola Reggio Calabria 2003-2004
Questa voce raccoglie le informazioni riguardanti la Viola Reggio Calabria nelle competizioni ufficiali della stagione 2003-2004.

## Stagione
La stagione 2003-2004 della Viola Reggio Calabria, sponsorizzata Tris, è la 14ª nel massimo campionato italiano di pallacanestro, la Serie A.
Piazzamento finale:  9º posto.

## Roster
Aggiornato al 22 dicembre 2021.
| Tris Viola Reggio Calabria 2003-2004 | Tris Viola Reggio Calabria 2003-2004 |
| Giocatori                            | Staff tecnico                        |
| ------------------------------------ | ------------------------------------ |

| N. | Naz.                                       | Ruolo | Nome                 | Anno | Alt.   | Peso   |  |
| -- | ------------------------------------------ | ----- | -------------------- | ---- | ------ | ------ |  |
| 4  | Italia (bandiera)                          | P     | Rodolfo Rombaldoni   | 1976 | 193 cm | 92 kg  |  |
| 6  | Brasile (bandiera) · Italia (bandiera)     | P     | Guilherme da Luz     | 1979 | 190 cm |        |  |
| 7  | Argentina (bandiera) · Italia (bandiera)   | P     | Mariano Castets      | 1983 | 184 cm | 78 kg  |  |
| 8  | Uruguay (bandiera) · Italia (bandiera)     | G     | Nicolás Mazzarino    | 1975 | 183 cm | 88 kg  |  |
| 9  | Italia (bandiera)                          | P     | Davide Lamma         | 1976 | 191 cm | 83 kg  |  |
| 10 | Spagna (bandiera)                          | AG    | Diego Fajardo        | 1976 | 208 cm | 105 kg |  |
| 11 | Nigeria (bandiera)                         | C     | Benjamin Eze         | 1981 | 208 cm | 110 kg |  |
| 12 | Stati Uniti (bandiera)                     | GA    | J.J. Eubanks         | 1968 | 197 cm | 95 kg  |  |
| 13 | Italia (bandiera)                          | A     | Walter Santarossa    | 1978 | 200 cm | 98 kg  |  |
| 14 | Stati Uniti (bandiera)                     | G     | Titus Ivory          | 1977 | 193 cm | 95 kg  |  |
| 15 | Italia (bandiera)                          | C     | Paolo Alberti        | 1972 | 206 cm | 115 kg |  |
| 16 | Italia (bandiera)                          | C     | Alessandro Cittadini | 1979 | 207 cm | 103 kg |  |
| 16 | Stati Uniti (bandiera) · Italia (bandiera) | C     | David Granucci       | 1977 | 204 cm |        |  |
| 17 | Stati Uniti (bandiera)                     | A     | LaVell Blanchard     | 1981 | 201 cm | 98 kg  |  |
| -  | Italia (bandiera)                          | A     | Daniele Cerami       | 1989 | 190 cm |        |  |
| -  | Italia (bandiera)                          | G     | Domenico De Marco    | 1989 | 182 cm |        |  |

| Allenatore                                                                 |
| - Lino Lardo                                                               |
| Assistente/i                                                               |
| - Alessandro Giuliani Legenda - (C) Capitano - (IN) Inattivo - Infortunato |

## Mercato

### Sessione estiva
| Acquisti | Acquisti          | Acquisti            | Acquisti      | Acquisti |
| R.       | Nome              | da                  | Modalità      |          |
| -------- | ----------------- | ------------------- | ------------- | -------- |
| A        | LaVell Blanchard  | Michigan Wolverines | definitivo    |          |
| P        | Guilherme Da Luz  | Furman Paladins     | definitivo    |          |
| AG       | Diego Fajardo     | Pall. Roseto        | definitivo    |          |
| A        | Walter Santarossa | Basket Livorno      | definitivo    |          |
| C        | Paolo Alberti     | Olimpia Milano      | definitivo    |          |
| AG       | Federico Lestini  | Patti               | fine prestito |          |

| Cessioni | Cessioni         | Cessioni        | Cessioni       | Cessioni |
| R.       | Nome             | a               | Modalità       |          |
| -------- | ---------------- | --------------- | -------------- | -------- |
| C        | Joey Beard       | Ostenda         | fine contratto |          |
| AG       | Giōrgos Sigalas  | Makedonikos     | fine contratto |          |
| A        | Edoardo Mazzella | Virtus Ragusa   | fine contratto |          |
| AG       | Tony Williams    | FuturVirtus     | fine contratto |          |
| A        | Michael Anspach  |                 | fine contratto |          |
| AG       | Federico Lestini | Fabriano Basket | fine contratto |          |

### Dopo l'inizio della stagione
| Acquisti | Acquisti        | Acquisti     | Acquisti        | Acquisti   |
| R.       | Nome            | da           | Data            | Modalità   |
| -------- | --------------- | ------------ | --------------- | ---------- |
| C        | David Granucci  | Free agent   | 9 gennaio 2004  | definitivo |
| P        | Mariano Castets | Pall. Roseto | 6 febbraio 2004 | prestito   |

| Cessioni | Cessioni             | Cessioni       | Cessioni         | Cessioni    |
| R.       | Nome                 | a              | Data             | Modalità    |
| -------- | -------------------- | -------------- | ---------------- | ----------- |
| P        | Guilherme da Luz     | Scafati Basket | 13 novembre 2003 | rescissione |
| C        | Alessandro Cittadini | Basket Napoli  | 5 dicembre 2003  | rescissione |